# Samuel Austin Allibone
Samuel Austin Allibone, född 17 april 1816, död 2 september 1889, var en amerikansk bibliograf.
Allibone har utgett förutom ett par citatsamlingar det bibliografiska standardverket A critical dictionary of English literature, and British and America authors (1854-1871, flera senare upplagor med tillägg av John Foster Kirk).